# تینکه لاگربرگ
تینکه لاگربرگ (به انگلیسی: Tineke Lagerberg) (زادهٔ ۳۰ ژانویهٔ ۱۹۴۱) شناگر اهل هلند است.